# カズムナイガス
カズムナイガス（カザフ語: ҚазМұнайГаз、英: KazMunayGas）はカザフスタンのアスタナに本社を置く、石油・天然ガスを取り扱う国営企業である。カズムナイガスはカザフオイルと石油ガス運輸が合併する形で2002年に設立された。
カザフスタン国営石油会社、カザムナイガスとも表記される。

## 子会社
カズムナイガスの主な子会社は以下のとおり。
- カズムナイガス探索生産 (AO) (KMG EP) – 陸上での石油・ガスの探索と採掘
- テンギスシェブオイル（英語版） (20%) – シェブロン、ルクオイル、エクソンモービルとの合弁企業
- カズトランスオイル – 石油輸送
  - ポート・オブ・バトゥミ – グルジアの物流系企業
- カズトランスガス – ガスの輸送。ガスプロムは最大の顧客であり、2011年の連結利益の64％を占める。この数字は2010年の75%から下がっている[8]。
- カズムナイガス精製販売 – 石油精製と販売
  - ロム石油 (75%) – ルーマニアの石油会社[9]
  - アティラウ精製所 – 石油精製
- カズモルトランスフロート – タンカーによる輸送
- カズムナイテニス – 沖合の石油・ガス探索及び採掘
- アティラウ国際空港
- ユーラシア・エアー・ヘリコプター・カンパニー – ヘリコプター運用サービス
- カズトランスコム・テレコミュニケーションズ・カンパニー – テレコミュニケーションサービス
- カズムナイガス・サービス・コンパス – ケータリング、支援サービス

カズムナイガス探索生産 (AO)はカザフスタン証券取引所とロンドン証券取引所では各々、普通株式とグローバル預託証券という形式で取引が行われている。
カズムナイガスはLLPカズゲルムナイJV、JSCカラジャンバスムナイ、ペトロカザフスタンなどに共同出資を行っている。この中で生産量の多い油田がウゼンムナイガスとエンバムナイガスである。

## 石油精製
カズムナイガスはカザフスタン国内に2つの製油所を有している。
- パヴロダル製油所: 162,600バレル/日（25,850m3/日）
- アティラウ製油所: 104,400バレル/日（16,600m3/日）

カズムナイガスはアティラウ製油所の設備一新に関し17億USドルを投資する計画を立てている。2012年8月、カズムナイガスは国際協力銀行と三菱東京UFJ銀行からアティラウ製油所に対し、2.975億USドルの融資を手に入れた。この融資はヨーロッパの環境基準に沿った石油製品の増産を強化するため丸紅と結ばれた契約に従って行われた。

## 2011年のストライキ
2011年5月、カズムナイガスは高賃金と高待遇を要求する労働者のストライキにあった。
2011年8月、カズムナイガスは4ヶ月間ウゼンムナイガスで抗議と向き合うこととなった。8月2日、ジャナオゼンの油田サービス企業で働いていた労働組合会員のジャクシリク・トゥルバエフ（Zhaksylyk Turbaev）が殺害された。2011年8月24日、ストライキ委員会メンバーの18歳の娘の死亡が発見された。ストライキを行っていた者によれば、明らかに何者かによって殺害されていた。彼女の父親であるクルダイベルゲン・カラバライエフ（Kurdaibergen Karabalayev）に対する8月27日の電話インタヴューによれば、娘のジャンサウレ・カラバライェヴァ（Zhansaule Karabalayeva）はカザフスタン西部の油田付近の小都市において多数の傷口を抱えた状態で発見された。報道によると、野党の政治家ブラト・アビロフは、「私にはこの事件はストライキと関連していないとは思えない。」、「地方紙の引用によれば、警察の地方所長は殺害事件はストライキとは関連性がないと語っていた。企業スポークスマンはコメントを拒否している。」と述べた。
8月31日、内務省のスポークスマンであるヌルディルダ・オラズ（Nurdilda Oraz）はカザフスタンの首都アスタナにおいて、「警察はカラバライェヴァの殺害という『一般犯罪』を彼女の父親の行動と『結びつけることはしなかった』」と述べた。同じ会見の中で、KMG EPの広報は、「父親は労働組合の会長ではない。また、同年7月27日までストライキの活動をしたこともなく、エンジンドライバーとして会社で働いていた。」と述べた。
同じ8月、労働弁護士のナターリャ・ソコロヴァ（Natalya Sokolova）は比較的小さなカラジャンバス油田で「不法集会を行っていた」として6年の禁錮刑に課せられたと述べたが、これもストライキによるものであった。
7月上旬、歌手のスティングはアムネスティ・インターナショナルからストライキに関する説明を受けた後、コンサートをキャンセルした。
企業スポークスマンによれば、これらのストライキはカズムナイガスの生産量の6％ダウンにつながった。
8月26日、KMG EPは約900人のストライキを行った労働者を解雇し、周辺地域から新たな労働者を雇用した。企業はウゼンでの採掘は安定していると述べた。KMG EPと中国企業中国中信集団公司（Citic）の合弁企業であるカラジャンバスムナイ（Karazhanbasmunai）もまた約500人の労働者を解雇した。
2011年9月中旬まで、怒りの収まらない抗議者（その多くがウゼンで働いていた）による抗議が連日ジャナオゼンの中央広場で「支持の多い反対意見の希少な発現」として続けられた。
不穏な情勢は収まらず、独立記念日である2011年12月16日には暴力沙汰が発生、警察はデモ隊に対して発砲し16人が死亡し約100人が怪我を負った。政府やウゼンムナイガスの建物がデモ隊により燃やされているのを見て、内務省により抗議を鎮めるよう軍隊と装甲兵員輸送車が投入された。
この紛争は12月22日に、カズムナイガスEPCEOアスカル・バルジャノフ（Askar Balzhanov）の辞任に結びつくこととなった。大統領のヌルスルタン・ナザルバエフもまた親会社であるカズムナイガスの取締役をボラト・アクチュラコフ（Bolat Akchulakov）へと変更、大統領の婿養子であり政府系ファンドのトップを務めていたティムール・クリバエフ（Timur Kulibayev）を解雇した。